# الحدب (القبيطة)

تعديل مصدري - تعديل

الحدب هي إحدى قرى عزلة كرش بمديرية القبيطة التابعة لمحافظة لحج، بلغ تعداد سكانها 183 نسمة حسب تعداد اليمن لعام 2004.